# Viggskär (Saltvik, Åland)
Viggskär är en ö i Åland (Finland). Den ligger i Skärgårdshavet och i kommunerna Saltvik och Vårdö i landskapet Åland, i den sydvästra delen av landet. Ön ligger omkring 41 kilometer nordöst om Mariehamn och omkring 260 kilometer väster om Helsingfors.
Öns area är 55,3 hektar och dess största längd är 1,4 kilometer i nord-sydlig riktning. Ön höjer sig omkring 10 meter över havsytan.
Viggskär tillhör Saltviks kommun, men ligger i en enklav i Vårdö kommun.